# Broń biologiczna

Międzynarodowy symbol zagrożenia biologicznego

Broń biologiczna, broń B – rodzaj broni masowego rażenia, w której ładunkiem bojowym są patogenne mikroorganizmy (np. laseczki wąglika) lub wirusy (np. wirus ospy prawdziwej). Zwyczajowo zalicza się także do broni biologicznej broń opartą na toksynach pochodzenia biologicznego (np. botulina, rycyna).
Broń biologiczna to środki materiałowo-techniczne i organizmy żywe, które przenoszą, rozprzestrzeniają lub rozsiewają środki biologiczne. Środki biologiczne to mikroorganizmy lub organizmy wytwarzające toksyny, które wywołują choroby u ludzi, roślin, zwierząt lub powodują biochemiczny rozpad materiałów. Środki biologiczne mogą być stosowane w postaci aerozoli ciekłych lub stałych ze względu na zwiększone możliwości ich przetrwania w środowisku. Opóźnione skutki ataku spowodowane są czasem inkubacji środka biologicznego .

Broń biologiczna może znaleźć zastosowanie podczas ataku na pojedyncze osoby, oddziały wojska, a także ludność cywilną. Celem ataku biologicznego mogą być także jednorodne monokultury roślinne lub hodowle zwierząt gospodarskich (terroryzm socjoekonomiczny).

## Cechy broni B
Broń B charakteryzuje się:
- stosunkowo niewielkimi kosztami produkcji

Duża część drobnoustrojów potencjalnie użytecznych w broni biologicznej wywołuje choroby wśród zwierząt (laseczka wąglika, pałeczka dżumy i in.).
- dużą skutecznością

Drobnoustroje i toksyny są w szczególny sposób preparowane (np. przez modyfikacje genetyczne), aby zwiększyć zdolności do przetrwania w środowisku, wirulencję, śmiertelność, lekooporność.
- słabą wykrywalnością w początkowym etapie

Jako potencjalny ładunek biologiczny mogą zostać wykorzystane patogeny, które wywołują niezwykle rzadkie choroby (np. wirus ospy prawdziwej, której ostatni przypadek pojawił się w 1978). Dodatkową trudnością jest brak "zapowiedzi" zachorowań wśród ludzi opartych na raportach epidemiologicznych dotyczących zwierząt (w przypadku antropozoonoz).
Broń B może być rozprzestrzeniana nietypowymi środkami (np. "listy wąglikowe").
- zazwyczaj krótkim okresem inkubacji

## Amunicja biologiczna

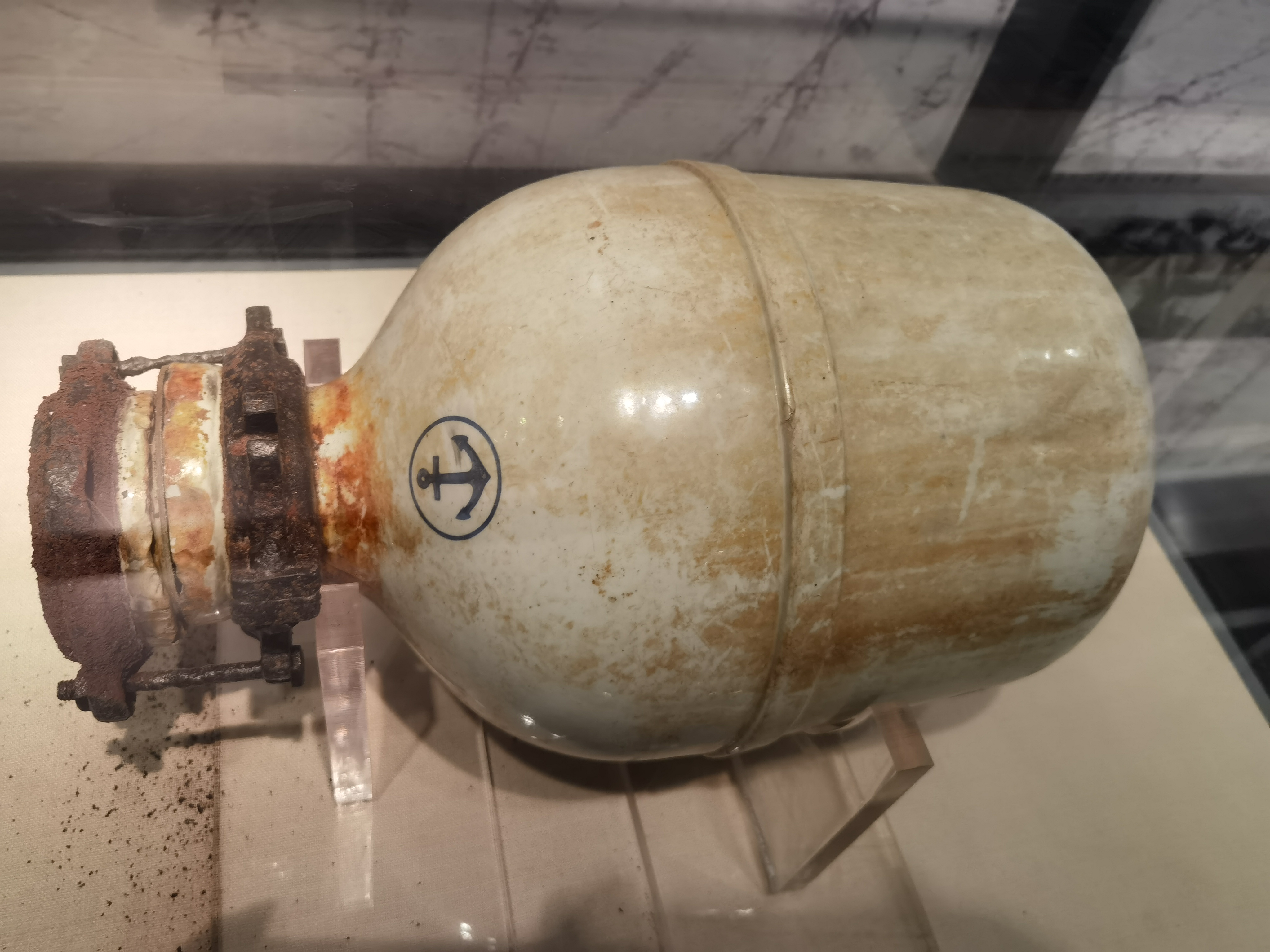
Japońska bomba biologiczna używana na terenie Chin w trakcie II wojny światowej. Zawierała zainfekowane muchy i pchły. Wykonana z ceramiki, bo stwierdzono, że znacząca część tych zwierząt przeżyje upadek bomby jeśli ta będzie delikatna

Amunicją biologiczną nazywane są pociski artyleryjskie, bomby lotnicze itp. napełnione środkami biologicznymi. Amunicja biologiczna zazwyczaj składa się z kadłuba, zbiornika zawierającego środek biologiczny, ładunku materiału wybuchowego i zapalnika. Po rozerwaniu się amunicji biologicznej powstaje aerozol czynnika patogennego skażający powietrze, teren i wszystko, co na nim się znajduje.

### Klasyfikacja patogenów
Ze względu na znaczenie jako potencjalnego środka broni biologicznej wyróżnia się trzy główne (według CDC) grupy oznaczone kolejno literami alfabetu:
- A – patogeny o wysokiej zjadliwości i śmiertelności, łatwe do utrzymania w środowisku, których przydatność, jako "wojskowych" postaci została sprawdzona w przeszłości (np. laseczki i przetrwalniki wąglika).
- B – patogeny o średniej zjadliwości i śmiertelności, średnio trudne do utrzymania w środowisku (np. rycyna).
- C – patogeny, które mogą być wykorzystane jako broń biologiczna, np. po modyfikacjach genetycznych (np. filowirusy, prątek gruźlicy).

Czasem dodatkowo wymienia się grupę D, na którą składają się patogeny, które prawdopodobnie nigdy nie zostaną wykorzystane jako broń biologiczna (np. wirus grypy – łatwy do rozpoznania przez epidemiczne występowanie, wirus HIV – przez długi okres utajenia).

### Potencjalne patogeny – wady i zalety z punktu widzenia terrorystów
| Patogen                                   | Główne zalety                                                                                               | Główne wady                                                                |
| Patogeny replikowalne                     | Patogeny replikowalne                                                                                       | Patogeny replikowalne                                                      |
| ----------------------------------------- | --- | -------------------------------------------------------------------------- |
| laseczka wąglika (wąglik)                 | duża zakaźność i śmiertelność                                                                               | umiarkowana transmisja wśród ludzi                                         |
| pałeczka dżumy (dżuma)                    | duża śmiertelność i zaraźliwość w postaci płucnej, możliwość skrytego ataku drogą rozsiewu zakażonych pcheł | niepełna wrażliwość populacji na bakterię                                  |
| pałeczka tularemii (tularemia)            | wyjątkowo duża zakaźność, trudna diagnostyka                                                                | stosunkowo mała śmiertelność                                               |
| pałeczki Salmonella                       | łatwość i niskie koszty pozyskania patogenu, łatwa dystrybucja                                              | mała śmiertelność, łatwa identyfikacja patogenu                            |
| filowirusy (wirusowe gorączki krwotoczne) | duża śmiertelność i dynamika epidemii (wyjątkowa zakaźność i zaraźliwość)                                   | trudności w uzyskaniu wirusa                                               |
| wirus ospy prawdziwej (ospa prawdziwa)    | obecnie duża śmiertelność, wysoka zakaźność i zaraźliwość                                                   | trudności w uzyskaniu wirusa, specyficzny wygląd chorych                   |
| Patogeny niereplikowalne                  | |                                                                            |
| rycyna                                    | dość duża śmiertelność, możliwość masowej produkcji (jest pozostałością po produkcji paliwa roślinnego)     | konieczność uzyskania dużych stężeń aerozolowych (umiarkowana toksyczność) |
| botulina                                  | duże zapasy na świecie, bardzo wysoka toksyczność                                                           | dość charakterystyczne objawy                                              |

## Metody stosowania broni B
- bomby lotnicze i pociski artyleryjskie
- zrzucane z samolotów pakiety (np. pudełka), przesyłane pocztą listy
- rozpylania aerozolu z powietrza
- kontaminacja wody, żywności i każda inna działalność dywersyjna

## Rozpoznawanie ataku bronią biologiczną
Wystąpienie ataku bronią biologiczną można podejrzewać w wypadku:
- pojawienia się dymu, mgły, kurzu po przelocie samolotu
- wybuchów "cichych" bomb
- występowania wielu zgonów i zachorowań o podobnych objawach, a nieznanej etiologii
- masowego pomoru zwierząt gospodarskich (np. bydła)
- ciężkiego przebiegu chorób
- słabej odpowiedzi lub braku odpowiedzi na rutynowe leczenie
- wystąpienia chorób niezwykle rzadkich lub całkowicie eradykowanych
- wystąpienia chorób o nietypowych cechach lub w szczepionej populacji (co wskazuje na modyfikacje genetyczne)

## Psychologiczne znaczenie bioterroryzmu
Broń B może mieć duże znaczenie jako środek dezorganizacji służb publicznych (nawet w krajach znacznie oddalonych od miejsca ataku) i wywoływania paniki wśród ludności. Biologiczny terroryzm socjoekonomiczny opiera się nie tylko na zabijaniu roślin i zwierząt hodowlanych, ale także na osłabieniu gospodarki przez wywołanie strachu przed określoną grupą produktów żywnościowych, na której produkcji skupia się dane państwo. W tym celu potencjalnie mogą być wykorzystane priony (wywołujące m.in. BSE).

## Produkcja broni biologicznej
Istnieje wiele metod produkcji i doskonalenia broni biologicznej. W zależności od stopnia zorganizowania grupy terrorystycznej, wykorzystuje się do tego przedmioty ogólnodostępne lub specjalistyczny sprzęt laboratoryjny. Ze względu na łatwy dostęp do wiedzy i technologii, zwraca się uwagę na to, że terroryści mogą potencjalnie modyfikować mikroorganizmy przy pomocy inżynierii genetycznej, poprzez traktowanie kultury zmiennym stężeniem CO2, zastosowanie środków alkilujących czy zarażenie mikroorganizmów bakteriofagami, co doprowadzić może do selekcji wysokoopornych szczepów.

## Historia
Broń biologiczna była używana już w starożytności. Znane są przykłady powszechnego zatruwania strzał toksynami także pochodzenia biologicznego oraz podrzucania jadowitych węży na wrogie statki (praktyka Hannibala), a w Chinach podrzucania pszczół nieprzyjaciołom. Najstarsze potwierdzone świadome użycie broni biologicznej to wykorzystanie stada baranów zakażonych tularemią przeciwko wrogom przez Hetytów w XIV wieku p.n.e. W rozumieniu ścisłym definicji broni B, pomijającej jady, typowym przykładem z tego okresu będzie polityka Aleksandra Macedońskiego, który porzucał w czasie wycofywania się z pól bitewnych zwłoki koni i żołnierzy zmarłych na choroby zakaźne.
W okresie wieków średnich najbardziej znany jest przykład użycia broni biologicznej przez Tatarów w czasie oblężenia twierdzy Kaffa (dzisiejsza Teodozja) w 1346 (katapultowane były na teren twierdzy ciała zmarłych na dżumę). Zastanawiająca pozostaje droga szerzenia się tej choroby wśród mieszkańców, ponieważ dżuma, jak wiemy obecnie, roznosi się drogą kropelkową i przez wektor – pchłę (pchły zazwyczaj opuszczają żywiciela zaraz po śmierci). W 1495 Hiszpanie skazili wino w Neapolu krwią trędowatych. W 1767 r. Jeffrey Amherst wywołał podstępem epidemię ospy prawdziwej wśród rdzennych mieszkańców Ameryki Północnej. Swój cel osiągnął podarowując im koce skażone wirusem.
Okres największego rozwoju broni biologicznej przypada na okres II wojny światowej (największe mocarstwa broni biologicznej: Japonia, Stany Zjednoczone, Wielka Brytania, ZSRR) i okres powojenny (przede wszystkim ZSRR, w którym próbowano np. wykorzystać wirus Ebola).
W 1991, po wojnie w Zatoce Perskiej, oficjalnie poinformowano o zasobach broni B państwa irackiego.

## Wykrywanie broni B
- LRBSDS (Long Range Biological Standoff Detection System) – pozwala na wykrycie chmury aerozolu w promieniu 30 km
- JBSDS (The Joint Biological Standoff Detection System) – unowocześniona, w pełni automatyczna wersja LRBSDS, rozróżnia aerozole biologiczne od niebiologicznych, oraz pozwala na monitorowanie ruchu chmury
- IBADS (The Interim Biological Agent Detection System) – umożliwia wstępną identyfikację patogenów na podstawie testów immunochromatograficznych
- JPS (The Joint Portal Shields) – wysoce zautomatyzowany system detekcji, również wykorzystujący testy immunochromatograficzne, całość sterowana przez centralny komputer
- JBPDS (The Joint Biological Point Detection System) – wykrywa obecność cząstek biologicznych w ciągu 60 sekund, i pozwala na identyfikację dziesięciu patogenów w przeciągu 20 minut
- FLAPS (Fluorescence Aerodynamic Particle Sizer) – prócz szybkiej detekcji wysyła informację do centrów dowodzenia[5]

## Konwencje o zakazie używania broni B
Podstawowym układem jest, ratyfikowany przez 142 państwa, Protokół genewski (1925) dotyczący stosowania broni chemicznej i biologicznej (w tamtych czasach zwanej bronią bakteriologiczną) wraz z uaktualnieniami. Protokół ten zabrania stosowania, pomija jednak milczeniem produkcję, prowadzenie badań i składowanie tego typu broni, a część stron ratyfikowała go z zastrzeżeniami respektowania tylko wtedy, gdy respektować go będzie przeciwnik. Konwencja o broni biologicznej (1972) zabroniła prowadzić badań, produkować, gromadzić, nabywać w jakikolwiek inny sposób lub przechowywać: 1. mikrobiologicznych lub innych biologicznych środków czy toksyn, bez względu na pochodzenie lub sposób produkcji; takich rodzajów i w takich ilościach, które nie są przeznaczone do wykorzystania w celach profilaktycznych ochronnych lub w innych celach pokojowych; 2. broni, urządzeń lub środków przenoszenia mających służyć wykorzystaniu takich środków lub toksyn we wrogich zamiarach lub w konfliktach zbrojnych.
Obecnie – od zmiany z 1999 dołączonej do Konwencji jako załącznik – jako patogeny, które mogą być wykorzystane, jako broń B wymienia się patogeny ludzi, zwierząt i roślin.